# Chasmodia bipunctata
Chasmodia bipunctata är en skalbaggsart som beskrevs av Macleay 1819. Chasmodia bipunctata ingår i släktet Chasmodia och familjen Rutelidae.

## Underarter
Arten delas in i följande underarter:
- C. b. lutea
- C. b. scutellaris
- C. b. unipunctata
- C. b. melanopyga
- C. b. icterica
- C. b. fuscipennis